# Old Tjikko

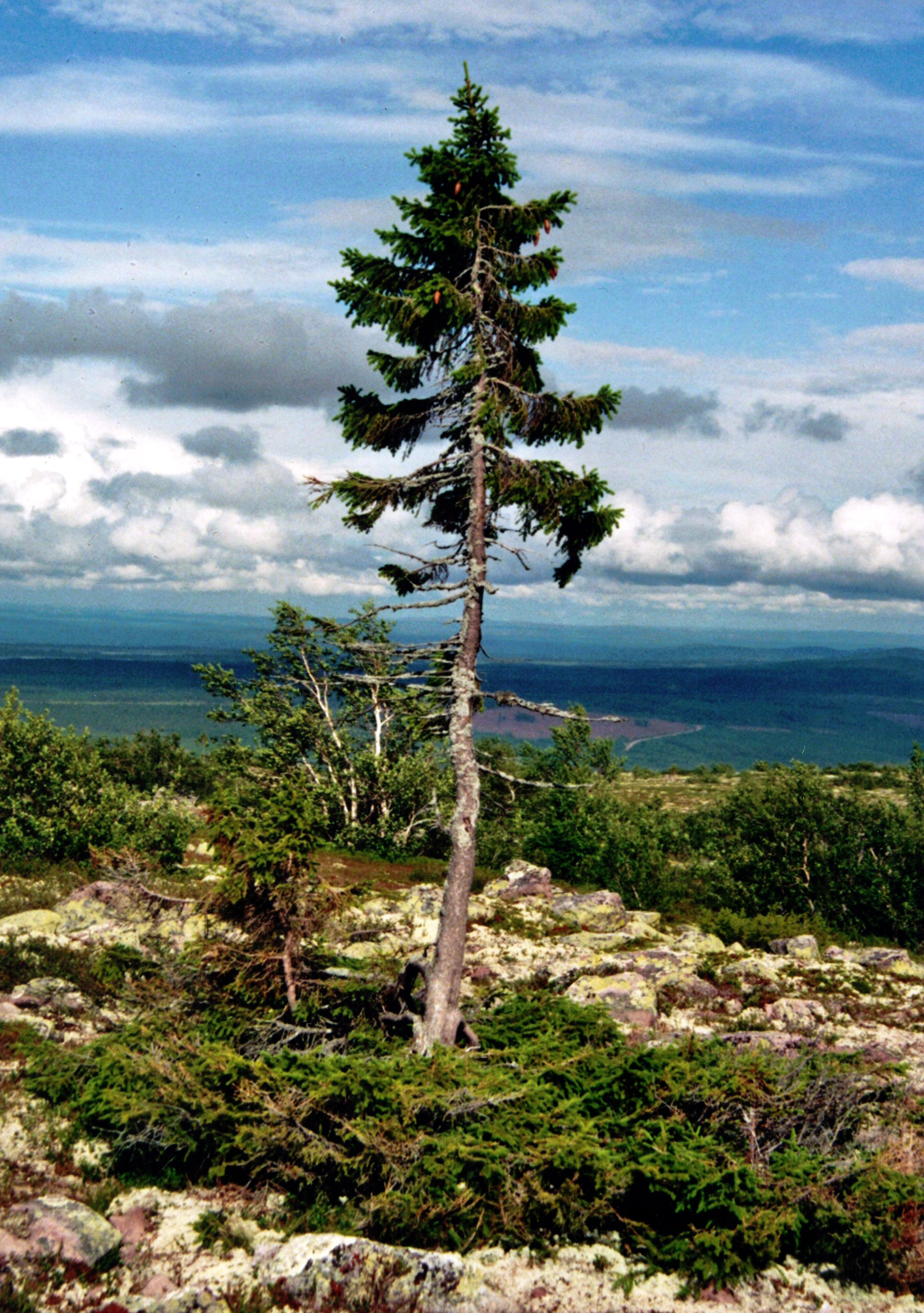
Old Tjikko

Old Tjikko är en gran på Fulufjället i Dalarna. Den är enligt tester världens äldsta kända individuella trädklon, då den genetiskt är samma individ som 9 550 år gamla döda rester av rotsystem på samma plats.

## Beskrivning
Trädet är, enligt prov med kol 14-metoden av forskare från Umeå universitet – tillsammans med granen Old Rasmus på Sonfjället – världens äldsta kända individuella trädklon. Fyra prover av trärester i jorden runt trädet har konstaterats vara 375, 5 660, 9 000 respektive 9 550 år gamla och komma från samma individ.
Old Tjikko har haft många stammar genom åren, eftersom själva träden bara lever några hundra år. Delar av rotsystemet har dock hela tiden överlevt, och nya delar har vuxit fram medan gamla har dött. Old Tjikko är således genetiskt sett samma individ som den som växte där för 9 500 år sedan. Ursprungligen har den troligen vuxit i så kallad krummholzform, men i takt med att klimatet blivit varmare har riktiga stammar börjat växa upp. Den nuvarande var 2008 ungefär fem meter hög. 
Trädet fick sitt namn efter upptäckarna Leif Kullman och Lisa Öbergs hund Tjikko.
Omkring 20 granar äldre än 8 000 år har hittats i området från Lappland till Dalarna, däribland den med Old Tjikko jämngamla Old Rasmus. Chansen att göra den här typen av fynd är särskilt hög i bergstrakter bland annat eftersom avståndet mellan träden skyddar mot skogsbränder och miljön sällan har utsatts för omfattande skogsbruk. Upptäckten av denna och andra mycket gamla granar i fjällen har förändrat synen på granens i övrigt relativt sena etablering i Skandinavien.
På andra håll i världen finns äldre trädkloner i form av så kallade klonkolonier, där en och samma individ sprider sig i form av flera genetiskt identiska men separata individer. Exempelvis Pando, ett aspbestånd (Populus tremuloides) i Utah, har beräknats vara minst 80 000 år och kanske ända upp till 1 000 000 år.[källa behövs]
År 2020 rapporterades det att en klon av Old Tjikko, framtagen från granens skott, planeras att ställas ut i entrén till Malmös nya sjukhusområde i form av ett konstverk av Goldin+Senneby. Den är planterad på plats sedan 2024 och har en specialbyggd glascylinder för att bibehålla klimatet.